# Flavio Alfaro (canton)
Flavio Alfaro est un canton d'Équateur situé dans la province de Manabí.